# Otpadni papir
Otpadni papir ili stari papir podrazumijeva papirni i kartonski otpadak, otiskan, ispisan ili čist otpadak tiskara, upotrijebljena ambalaža od papira, kartona ili ljepenke različitog sirovinskog sastava, otpadak u procesu prerade papira (rezanje, bušenje rupa i tako dalje), neuvezani ili uvezani zastarjeli ili nepotrebni tiskani materijal (novine, časopisi, poslovne knjige, brošure) i papirni otpaci izdvojeni iz kućnog smeća. Da bi se pretvorio u vlaknastu masu, bijeli stari papir rezan u obliku uskih traka ne zahtijeva uglavnom nikakvu posebnu predobradu ako nije impregniran (na primjer da bi se postigla čvrstoća papira u mokrom stanju kao u vrečica za čaj). Tiskan i onečišćen papir potrebno je prvo očistiti od nečistoća i primjesa tiskarske boje. Dobro organiziranim sakupljanjem starog papira, u prvom redu iz sakupljačkih i proizvodnih poduzeća (tiskare, knjigovežnice, proizvodnja ambalaže), ustanova, arhiva i velikih robnih kuća, vraća se industriji papira oko 30 do 35% potrebnog vlaknastog materijala i time se veoma smanjuje potrošak osnovne sirovine (celuloze).

## Reciklirani papir
Može se reći da se gotovo sva proizvodnja papira, proizvedena prije izuma procesa za izradu drvenjače, zasnivala na reciklaži raznih vlaknastih materijala. Danas se reciklirani papir odnosno vlaknasti materijal izrađuje gotovo isključivo iz prikupljenog starog papira. Oko 80% prikupljenog starog papira se može koristiti za proces recikliranja, a oko 20% je razni otpad. Od prikupljenog papira se mora izdvojiti sve što se ne može iskoristiti kao vlaknasti materijal. To su uglavnom žice, spajalice, plastificirani papiri i polukartoni, papiri otisnuti ultraljubičastim lakom i drugo. Vlakanca dobivena samo od starog papira mogu biti reciklirana 5 do 7 puta prije nego što postanu previše kratka, i lomljiva, a da bi se samo od njih mogao napraviti novi papir određenih svojstava.